# Ensemble Micrologus
L’Ensemble Micrologus est un groupe italien de musique médiévale, vocal et instrumental. Son répertoire comprend autant musique religieuse que profane : depuis le XIIe siècle jusqu'au XVIe siècle. L'ensemble est fondé en 1984, après que ses membres aient participé plusieurs années en mai, aux fêtes médiévales d'Assise, en Ombrie.
Il est formé par Patricia Bovi (chant et harpe), Adolfo Broegg († 2006) (luth, psaltérion et cítola), Goffredo Degli Esposti (flûte, bombarde et cornemuse), Ulrich Pfeifer (chant, vielle à roue) et Grabriele Russo (vièle, rebec et lira).
Chaque année, ils se produisent dans plus de quarante concerts à travers le monde, présentant chaque année un ou deux spectacles nouveaux. Au fil des ans ont plus présenté plus de vingt spectacles différents, utilisant des copies d'instruments d'époque ainsi que des costumes et des éléments scénographiques. Ils donnent également des cours de musique médiévale lors du Festival d'Urbino, en l'Abbaye de Royaumont et à la Cité de la Musique de Paris.
Parmi les prix reçus, soulignons :
- 1996 – Diapason d'Or de l’Année pour le disque Landini et la Musica Fiorentina
- 1999 – Diapason d'Or de l’Année pour le disque Alla Napolitana (en collaboration avec Cappella della Pietà de’ Turchini)
- 2000 – Meilleur enregistrement de l'année par Goldberg Magazine pour Cantico della Terra

D'autres enregistrements ont reçu des prix, notamment : Napoli Aragonese (2001), Laudario ai donné Cortona (2001), Le Llibre Vermell de Montserrat (2003) et Le Jeu de Robin et Marion d'Adam de la Halle (2004).
Depuis 1995, ils ont enregistré en exclusivité pour le label Opus 111 et à partir de 2004,  pour le label Zig-Zag Territoires.

## Discographie
- 1989 – Amor mi fa cantar. Musica italiana del primo trecento. (Quadrivium SCA 004-2). (Fiche sur medieval.org)
- 1991 – Cantigas de Santa Maria. XIII secolo. (Quadrivium SCA 014). (Fiche sur medieval.org)
- 1994 – Landini e i suoi contemporanei. Firenze Secolo XIV. (Opus 111 30-112). (Fiche sur medieval.org)
- 1995 – D'Amor cantando. Ballate e madrigali veneti: Codex Rossi XIV secolo. (Opus 111 30-141, 20331995). (Fiche sur medieval.org)
- 1995 – In festa. Calendimaggio di Assisi. (Micrologus 0001). (Fiche sur medieval.org)
- 1997 – O Yhesu dolce. Laudi italiane del quattrocento. (Opus 111 30-169). (Fiche sur medieval.org)
- 1998 – Napolitane. Villanelle Arie Moresche 1530-1570. (Opus 111 30-214). (Fiche sur medieval.org)
- 1999 – Cantico della Terra. Quartetto Vocale Giovanna Marini / Micrologus. (Opus 111 30-277). (Fiche sur medieval.org)
- 1999 – Madre de Deus. Cantigas de Santa María. (Opus 111 30-225). (Fiche sur medieval.org)
- 1999 – Laudario di Cortona.  (Micrologus CD M00010/3). (Fiche sur medieval.org)
- 2000 – Napoli Aragonese. (Opus 111 OP 30-215). (Fiche sur medieval.org)
- 2001 – Llibre Vermell de Montserrat. (Discant CD-E 1008). (Fiche sur medieval.org)
- 2003 – Le jeu de Robin et Marion & autres œuvres. Adam de la Halle. (Zig-Zag Territoires ZZT 040602). (Fiche sur medieval.org)
- 2004 – Landini: Fior di Dolceça'. L'Ars nova di Magister Franciscus Cecus Orghanista de Florentia. (Zig-Zag Territories ZZT 050603). (Fiche sur medieval.org)
- 2005 – Alla Festa Leggiadra. Ballate, madrigali e danze all'época di Boccaccio (XIV sec.). (Micrologus). (Fiche sur medieval.org)
- 2008 – Kronomakia. Con música de Daniele Sepe. Junto con Und Rote Jazz Fraktion. (Il Manifesto 184)
- 2008 – Gloria et Malum. Musica e danza del Quattrocento nelle corti italiane. (Micrologus)
- 2008 – Myth. The Music. Musica per le coreografie di Sidi Larbi Cherkaoui. (Micrologus)

Bandes sons :
- 1990 – Ragazzi Fuori. Bande sonore du film. Pentafilm Music
- 1991 – Mediterraneo. Bande sonore du film. Ricordi

Albums avec autres ensembles :
- 2001 – Resonanzen 2001. Il habite l'Espagne !. ORF "Edition Alte Musik" CD 281 (3 CD + CD (dts)). (Fiche sur medieval.org)